# Хайбуллин, Ишмурат Назирович
Ишмурат Назирович Хайбуллин (баш. Хәйбуллин Ишморат Нәзир улы) также известный как Ишмурат хазрат (баш. Ишморат хәҙрәт) — башкирский исламский религиозный деятель, экс-руководитель исламской организации «Шура мусульман Башкортостана», экс-редактор исламской газеты «Вакыт», арабский лингвист, публицист, писатель, переводчик.

## Биография
Родился 4 декабря 1977 года в башкирском селе Москово, Учалинский район в религиозной семье. Свободно владеет арабским.
После вторжения России в Украину проживает в Европе.

## Образование
С 1985 учился в средней школе села Уральск; с 1988 года в средней школе села Озёрный; с 1993 по 1995 в Башкирской республиканской гимназии-интернат №1 им. Рами Гарипова.
С 1995 по 2004 год учился в египетском исламском университете аль-Азхар, окончил отделение арабского языка педагогического факультета.
Окончил Башкирский государственный педагогический университет имени Мифтахетдина Акмуллы в 2022 году.

## Религиозная и общественная деятельность
С 2004 по 2005 год работал имам-хатыбом села Таваканово, а с 2005 по 2009 год имам-хатыб уфимской мечети «Фаляк». В последствии духовное управление мусульман Башкортостана вынудило Ишмурата Назировича покинуть пост имам-хатыба мечети «Фаляк».
С 2013 по 2019 год был редактором исламской газеты «Вакыт». С 2019 года занимается переводом, ведёт онлайн-преподавание.
В 2020 году поддержал протесты на Куштау.
По некоторому мнению признаётся лидером башкирских салафитов.

## Шура мусульман Башкортостана
В 2009 году создал организацию «Шура мусульман Башкортостана». Как исламская религиозная организация, стала достаточно заметной в башкирском молодёжном сообществе, что вызвало конфликт с республиканским ДУМом. Шура организовывала спортивные соревнования, благотворительные акции, детские мероприятия, проведение праздников. Считался духовным лидером организации и организовывал даваат.
Отношение с официальными властями оставались напряжёнными. В 2017 году Ишмурат Назирович распустил организацию, сославшись на признание некоторых статей, опубликованных на её сайте, экстремистскими.

## Книги
- «Стилистика арабского языка» (2008)
- «Таджвид. Краткое изложение» (2013)
- «Гоги и Магоги. Пришельцы с планеты Земля» (2014)
- «Грамматика арабского языка. Краткое изложение» (2012)
- «Пятничные проповеди» (2017)
- «Как заговорить по-арабски» (2018)
- «Уроки веры» (2023)
- «Друг» (2024)